# لولب ألفا

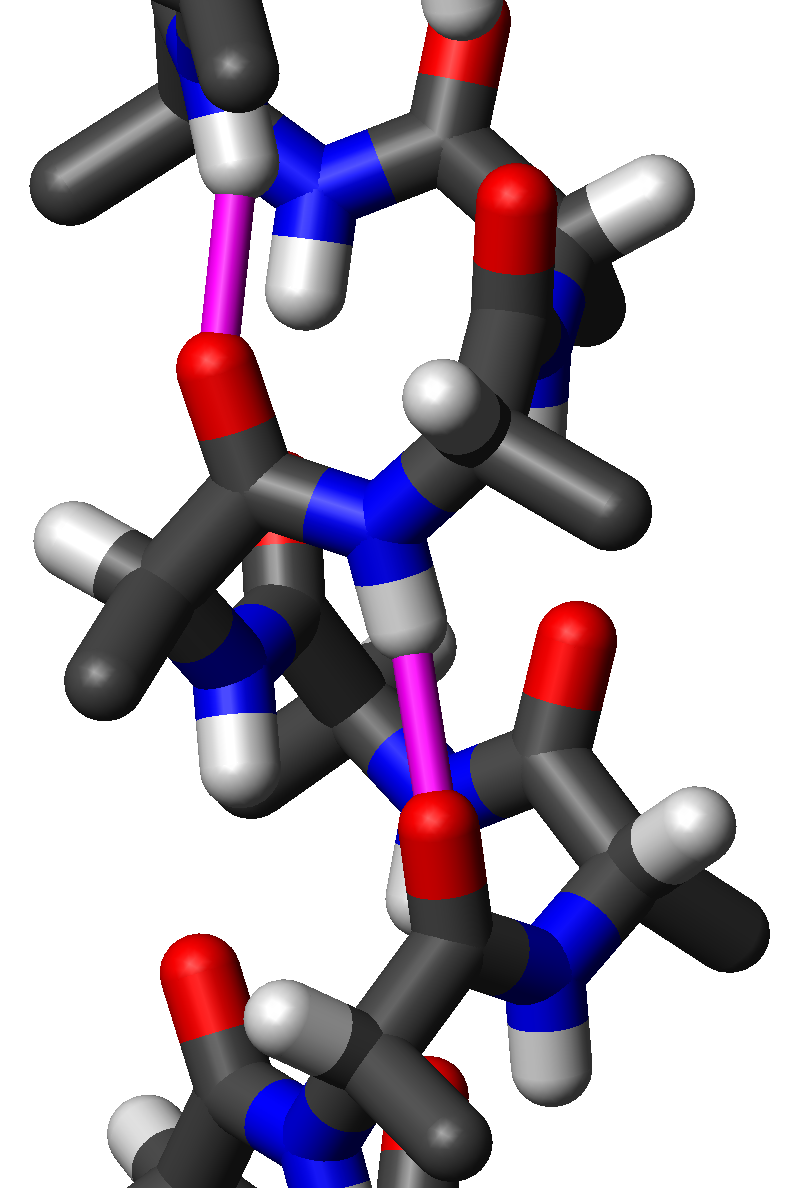
Side view of an α-helix of ألانين residues in ذرةic detail. Two hydrogen FOR the same peptide group are highlighted in magenta; the H to O distance is about. The بروتين chain runs upward here; that is, its N-terminus is at the bottom and its C-terminus at the top. Note that the sidechains (gray stubs) angle slightly downward, toward the N-terminus, while the peptide oxygens (red) point up and the peptide NHs point down.

لولب ألفا أو حلزون ألفا في الكيمياء الحيوية (بالإنجليزية: alpha helix أو α-helix) هو بروتين ثانوي البنية في الخلايا الحية شكله لولبي ملتفا طبقا لقاعدة اليد اليمنى. منه تعطي كل مجموعة N-H في أمين رابطة هيدروجينية إلى مجموعة كربونيل C=O لحمض أميني.
تلك البنية الثانوية تسمى أحيانا «لولب ألفا باولينغ- كوري-برانسون»؛ ويعرف أيضا ب: 3.613-helix _ حيث يعطي عدد البقايا في كل لفة من اللولب وتشمل 13 ذرة في الحلقة التي تكوّن الرابطة الهيدروجينية. من تلك البنيات الثانوية نجد البروتينات وفيها تتواجد اللوالب ألفا شائعة، ويمكن التعرف عليها من المتسلسلات.